# Бащенко, Александр Петрович
Александр Петрович Бащенко (1913 — 1944) — командир взвода танков 1-го танкового батальона 31-й Кировоградской дважды Краснознаменной, ордена Суворова танковой бригады 29-го ордена Ленина, Краснознаменного, ордена Суворова танкового корпуса 5-й гвардейской танковой армии 1-го Прибалтийского фронта, лейтенант.

## Биография
Родился 30 июля 1913 года в селе Бендюговка Российской империи,  Кагарлыкского района ныне Обуховского района (17 июля 2020 года в результате административно-территориальной реформы Кагарлыкский район вошёл в состав  Обуховского района Киевской области), в крестьянской семье. Украинец. 
Окончил сельскую школу и работал в колхозе.
В 1935 году был призван в ряды Красной Армии. Демобилизовался в 1937 году. Член КПСС с 1940 года. В 1941 году окончил Академию пищевой промышленности. Работал в «Югозаготзерно» Полтавской области. Вторично призван в армию в 1941 году. В 1942 году окончил курсы младших лейтенантов и военкомов танковых рот при Камышинском танковом училище. 
В 1944 году окончил Харьковское танковое училище. В боях Великой Отечественной войны с апреля 1944 года. Воевал на Южном, Северо-Кавказском, Центральном и 1-м Прибалтийском фронтах.
Осенью 1944 года заканчивалась перегруппировка войск с рижского направления в район Шяуляя, и танкисты 31-й танковой бригады спешно готовили свои «тридцатьчетвёрки» к предстоящему сражению. Шел третий день наступления. Несмотря на дожди и непролазную грязь, советские войска завершили прорыв первой полосы обороны противника. Танковый взвод лейтенанта А. П. Бащенко отражал контратаки, преследовал отходящего противника. Грозные «Т-34» с ходу вели огонь, шли на таран вражеских машин, огнём и гусеницами сметали с советской земли оккупантов.
Достигнув первыми тылового рубежа, танки передового отряда встретили мощный огонь противника из опорного пункта. Опыт предыдущих боёв подсказал: надо зайти с флангов и атаковать с тыла. Маневр удался, и зелёные ракеты с командирского танка указали путь главным силам бригады. И опять — вперёд. Нужно незамедлительно форсировать речку Миния и захватить плацдарм. А. П. Бащенко повёл свои танки на предельной скорости, выиграл время и раньше отходящего противника оказался на западном берегу. Комбригу последовала радиограмма: «Ведём бой, ждём вас на плацдарме».
Далее без отдыха взвод лейтенанта А. П. Бащенко атакует станцию Кретинга. Стремительность атаки не дала возможности врагу уничтожить путевое хозяйство. Фашисты оставили два эшелона с военным имуществом и двести убитых. А к вечеру бригада вышла к Балтийскому морю. И на этот раз первыми были танки лейтенанта А. П. Бащенко.
Наступило 10 октября 1944 года. Шёл пятый день ожесточённого сражения. Танкисты натолкнулись на подготовленный рубеж обороны. Лейтенант повёл в разведку свои «тридцатьчетвёрки». Они маневрировали, ускользали от огня противника, отходили, не разворачиваясь, задним ходом. Танкисты умело использовали все прекрасные качества танка «Т-34». Лейтенант А. П. Бащенко лично уничтожил два тяжёлых танка «Т-5» и три орудия фашистов. Но силы были неравными. Плотность тяжёлых танков и артиллерии у противника была велика.
В этом бою доблестный сын Украины Александр Петрович Бащенко отдал свою жизнь за освобождение народов Прибалтики от фашистских оккупантов. 
Похоронен на военном кладбище в селе Кретинга Клайпедского района в Литве. 

## Награды
- Указом Президиума Верховного Совета СССР от 24 марта 1945 года за проявленное мужество, отвагу и геройство в боях при освобождении Прибалтики лейтенанту Александру Петровичу Бащенко посмертно присвоено звание Героя Советского Союза.
- Награждён орденом Ленина, орденом Красной Звезды, а также медалями.

## Память
- Именем Героя названа улица в родном селе.
- Его имя носила пионерская дружина и комсомольский отряд района.
- На железнодорожной станции Кретинга установлена мемориальная доска.